# Aire urbaine de Challans
L’aire urbaine de Challans est une aire urbaine française constituée autour de la commune de Challans, dans le département de la Vendée, en région Pays-de-la-Loire.
En 1999, ses 16 136 habitants font d’elle la 298e des 354 aires urbaines françaises.

## Caractéristiques

### Délimitation
D’après la délimitation établie en 2010 par l’Institut national de la statistique et des études économiques, l’aire urbaine de Challans se compose de 3 communes, toutes situées dans le département de la Vendée, dans l’arrondissement des Sables-d’Olonne.
L’aire urbaine de Challans appartient à l’espace urbain de Saint-Gilles-Croix-de-Vie-Challans.

### Communes du pôle urbain
Son pôle urbain est formé par l’unité urbaine de Challans, qui est considérée comme une « unité urbaine multicommunale » regroupant les communes de :
- Challans ;
- Soullans ;
- Sallertaine.

## Importance dans le contexte départemental
L’aire urbaine de Challans  représente au sein du département de la Vendée :
| Nombre de communes | Part du département | Superficie (km2) | Part du département | Population (hab.) | Part du département |
| ------------------ | ------------------- | ---------------- | ------------------- | ----------------- | ------------------- |
| 3                  | 1,12 %              | 155,38           | 2,31 %              | 26 567            | 4,05 %              |

## Composition
| Nom         | Code Insee | Statut | Superficie (km2) | Population (dernière pop. légale) | Densité (hab./km2) |
| ----------- | ---------- | ------ | ---------------- | --------------------------------- | ------------------ |
| Challans    | 85047      |        | 64,84            | 22 890 (2022)                     | 353                |
| Sallertaine | 85280      |        | 49,45            | 3 390 (2022)                      | 69                 |
| Soullans    | 85284      |        | 41,09            | 4 535 (2022)                      | 110                |

### Évolution de la composition
- 1999 : 1 commune
- 2010 : 3 communes (toutes appartenant au pôle urbain)
  - Sallertaine et Soullans ajoutées à l'unité urbaine de Challans

## Démographie
| 1999   | 2007   | 2012   | 2013   |
| ------ | ------ | ------ | ------ |
| 16 136 | 24 631 | 26 088 | 26 567 |